# Ruśki Tyszky
Ruśki Tyszky (ukr. Руські Тишки) – wieś na Ukrainie, w obwodzie charkowskim, w rejonie charkowskim. W 2001 liczyła 1908 mieszkańców.